# هدسون فودز
شركة هدسون للأغذية في روجرز اركنساس. كانت شركة تقوم بمعالجة لحوم البقر وتصنيعها وقد شاركت في أكبر استرجاع للاطعمة من الأسواق في الولايات المتحدة.
يقع مصنع الشركة في كولومبوس، نبراسكا. وقد استرجعت الشركة أكثر من 25 مليون رطل من اللحم المفروم.  وفي التسعينات قامت شركة تايسون للأطعمة بشراء شركة هدسون للأطعمة.

## قراءات موسعة
- US Department of Justice Press Release: Hudson Foods Company
- US Department of Agriculture Press Release: Hudson Foods Company